# ماندریتسارا
ماندریتسارا (به لاتین: Mandritsara) یک منطقهٔ مسکونی در ماداگاسکار است که در ماندریتسارا واقع شده‌است. ماندریتسارا ۱۷٬۰۰۰ نفر جمعیت دارد و ۳۲۲ متر بالاتر از سطح دریا واقع شده‌است.